# Avenging Spider-Man
Avenging Spider-Man è stata una serie a fumetti dedicata all'Uomo Ragno pubblicata negli Stati Uniti dalla Marvel Comics dal gennaio 2011 al agosto 2013.

## Storia editoriale
La serie è dedicata al personaggio dei fumetti dell'Uomo Ragno incentrata prevalentemente sulle avventure di quest'ultimo nelle vesti di membro del gruppo dei Vendicatori. È una versione moderna della classica testata Marvel Team-Up, serie a fumetti in cui Spider-Man si incontrava in ogni numero con un personaggio Marvel diverso. Alla serie collaborarono artisti come Joe Madureira e scrittori come Zeb Wells.
Questa è una serie che ha Spider-Man come protagonista oltre ad Amazing Spider-Man dopo la chiusura di Friendly Neighborhood Spider-Man e Sensational Spider-Man nel dicembre 2008, dopo la conclusione di Soltanto un altro giorno. La serie chiuse dopo 22 numeri nel 2013 e una nuova testata di team-up tra Spider-Man ed altri eroi fece il suo esordio con il titolo Superior Spider-Man Team-Up del luglio 2013.

### Edizione italiana
In Italia la serie è stata pubblicata dal giugno 2012 sulla collana Spider-Man Universe edita dalla Panini Comics.